# Wafelijzer

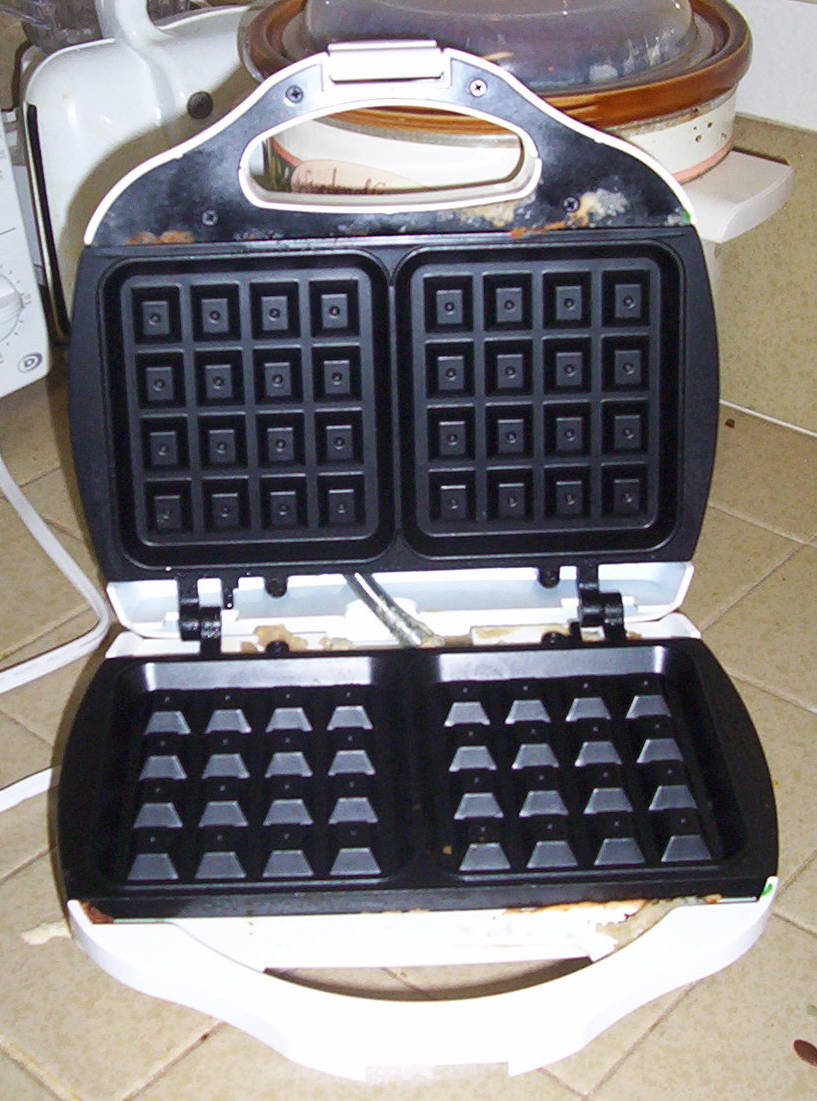
Een elektrisch wafelijzer

Een wafelijzer is een keukenapparaat dat gebruikt wordt om wafels mee te maken. Het is doorgaans een metalen klem waartussen het deeg voor de wafel wordt geklemd. Door het wafelijzer te verhitten en door het patroon op het ijzer krijgt de wafel zijn karakteristieke (vaste) vorm. Tegenwoordig worden de ijzers gewoonlijk elektrisch verhit, maar vroeger werden ook ijzers verkocht die als opzetstuk op een potkachel werden geplaatst, in het gat dat was bestemd voor de ketel met warm water.

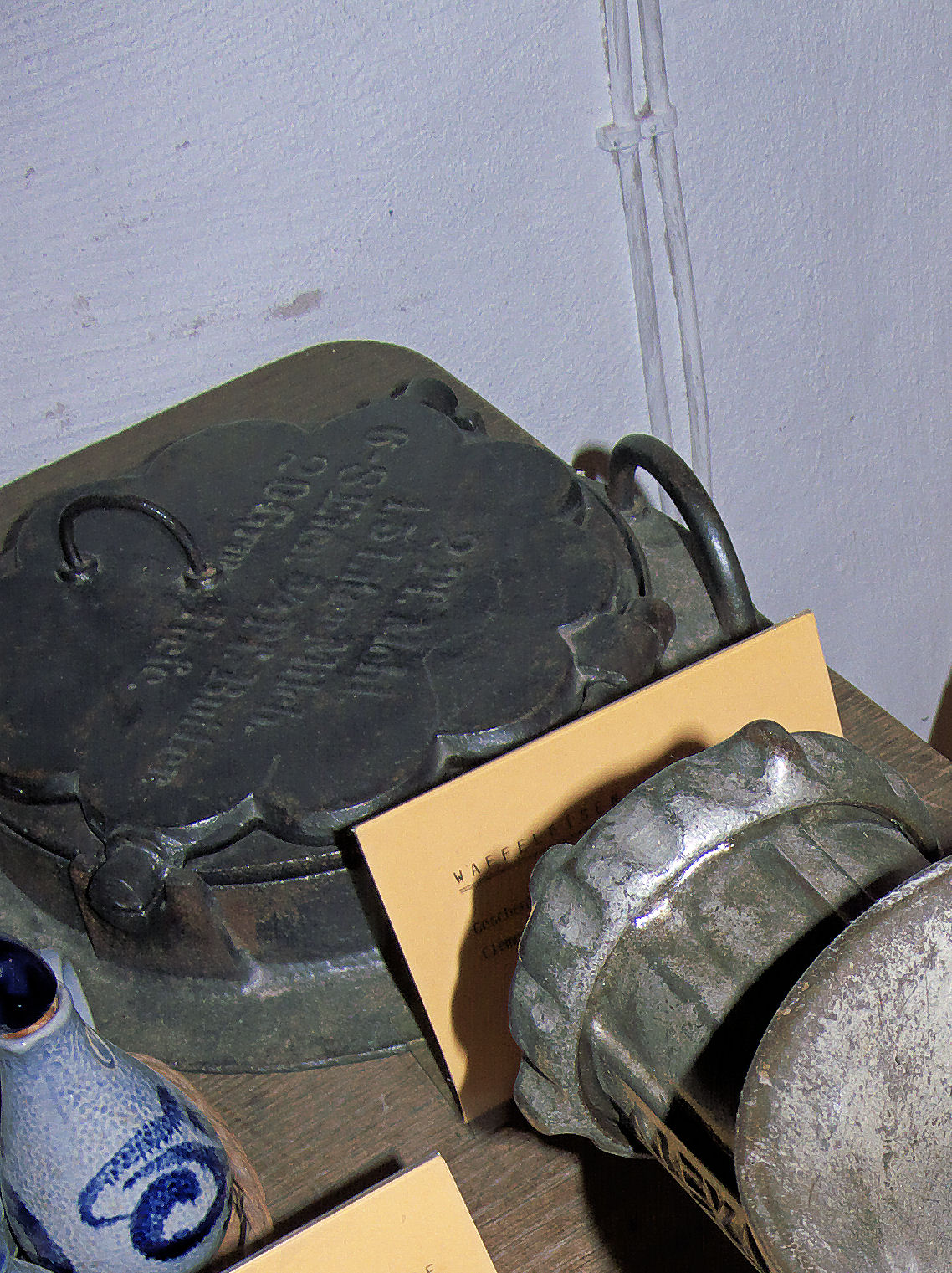
Vijfhartenwafelijzer met op de bovenplaat in het Duits het recept: 2 pond meel, 1,5 liter melk, 6-8 eieren, ¾ pond boter, 20 gram gist.

 Verschillende recepten bestaan, waarvan de Brusselse en Luikse wafel de bekendste zijn. Ook de Vlaardingse ijzerkoekjes werden vroeger waarschijnlijk in een wafelijzer gebakken, vandaar de naam.